# Beurre noir

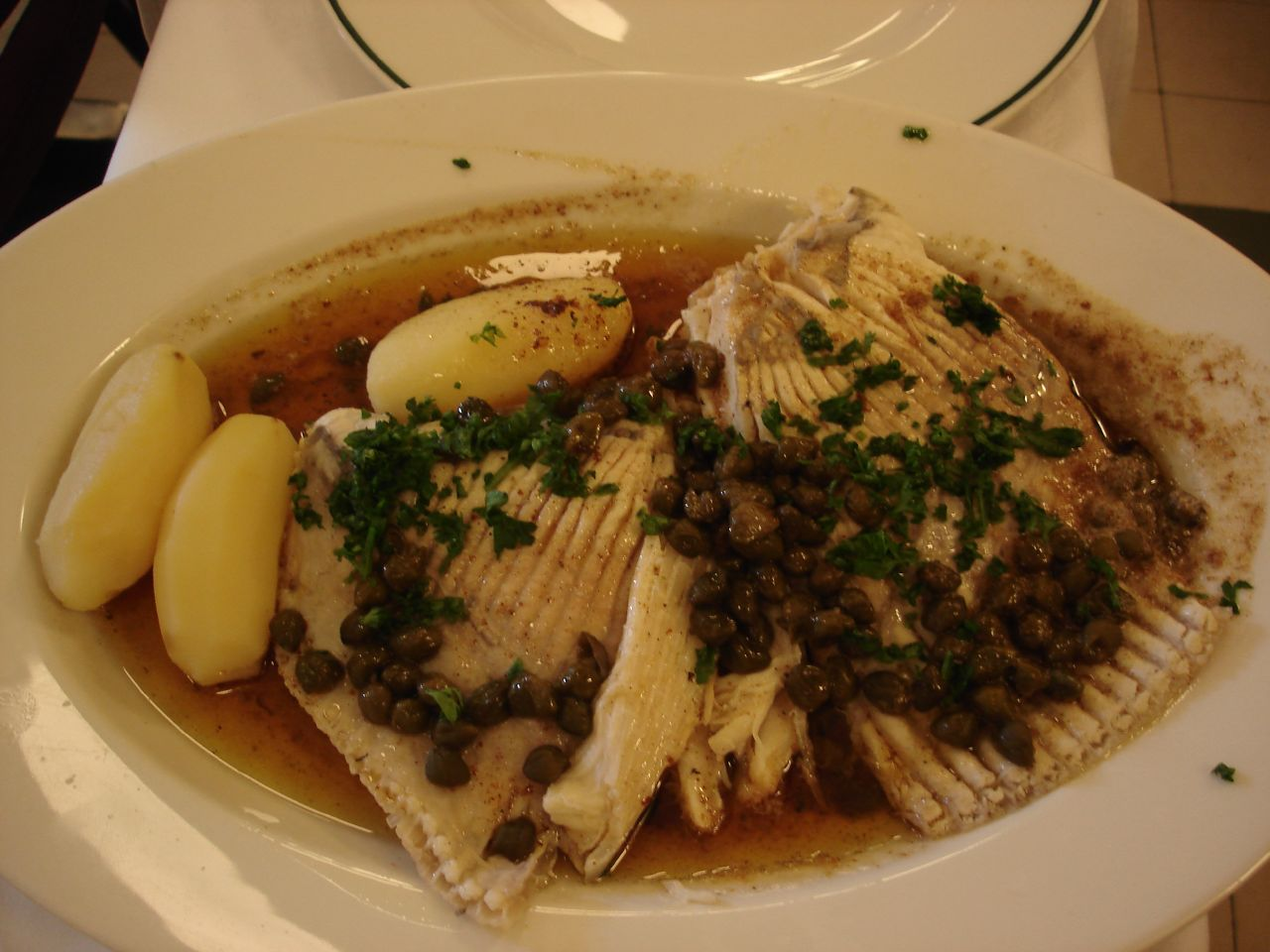
Raie au beurre noir : ailes de raie, pommes de terre, câpres, sauce au beurre noir, persil.

Le beurre noir est une préparation culinaire constituée de beurre cuit dans une poêle ou une casserole jusqu'à ce qu'il prenne une coloration foncée, puis mélangé à du vinaigre et éventuellement à d'autres aromates.

## Utilisation
La sauce au beurre noir sert généralement à napper des poissons blancs comme la raie ou la lotte, mais aussi des œufs et certains types de légumes. La recette la plus connue est la raie au beurre noir.

## Préparation
Le beurre noir est préparé avec du beurre doux. Le beurre est fondu à feu doux jusqu’à évaporation de l'eau (couleur noisette). L'étape finale de la préparation d'une sauce au beurre noir consiste à déglacer en ajoutant une solution acide, comme du vin blanc, du jus de citron, du vinaigre ou des câpres. À la fin de la préparation, on peut ajouter du persil.

## Origine
La recette du beurre noir est d'origine bretonne.

## Œil au beurre noir
Cette expression, attestée depuis 1585, désigne l'ecchymose périorbitaire d'un œil qui a reçu un coup (chute, traumatisme). À l'origine, on disait « œil poché au beurre noir », l'hématome évoquant la sauce au beurre noir dans laquelle on fait pocher un œuf.